# NGC 2376
NGC 2376 في الفهرس العام الجديد، هي مجرة، تقع في كوكبة التوأمان. اكتشفت في 10 نوفمبر 1864 بواسطة ألبرت مارث.

## روابط خارجية
- NGC 2376 على موقع ويكي سكاي: DSS2, SDSS, GALEX, IRAS, Hydrogen α, X-Ray, Astrophoto, Sky Map, Articles and images